# Villeneuve-le-Comte
Villeneuve-le-Comte is een gemeente in het Franse departement Seine-et-Marne (regio Île-de-France) en telt 1747 inwoners (2004). De plaats maakt deel uit van het arrondissement Provins.

## Geografie
De oppervlakte van Villeneuve-le-Comte bedraagt 19,1 km², de bevolkingsdichtheid is 91,5 inwoners per km².
De onderstaande kaart toont de ligging van Villeneuve-le-Comte met de belangrijkste infrastructuur en aangrenzende gemeenten.

## Demografie
Onderstaande figuur toont het verloop van het inwonertal (bron: INSEE-tellingen).